# Can Basté
Can Basté és una masia del barri del Turó de la Peira de Barcelona, catalogada com a bé cultural d'interès local. Forma part del conjunt històric de Santa Eulàlia de Vilapicina, també catalogat com a BCIL, i actualment acull el Centre Cívic Can Basté.

## Història

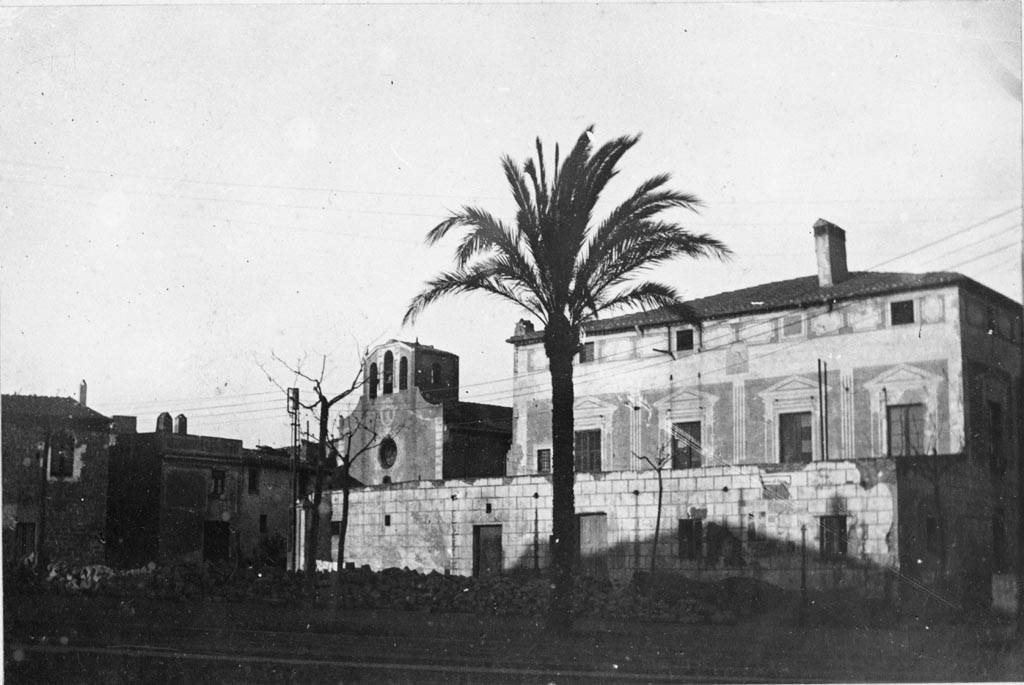
Can Basté entre 1926 i 1928

A finals del segle xviii era coneguda com a Can Nadal pel cognom del seu propietari, el botiguer de teles Ramon de Nadal-Ferrer i Golorons. Va morir el 1781, i la seva vídua Margarida de Dou i de Bassols va invertir-hi molts diners en la reedificació de la masia, incloent-hi el pont cobert que l'uneix amb l'església de Santa Eulàlia de Vilapicina.
Margarida de Dou va morir el 1783, i el seu fill Ramon de Nadal i de Dou fou assassinat a la seva casa de Barcelona la matinada del 8 d'agost del 1818. En el seu testament, llegà la major part del seu patrimoni a la Casa de la Caritat, l'Hospital de la Santa Creu i la Casa dels Infants Orfes, a parts iguals.
A principis del xx, era propietat dels Marés, amos de Can Carabassa. Després passà als Fargas, de Sant Andreu de Palomar, fins que l'any 1955 es traslladaren a Can Fargas. La casa passà als Rocafort i posteriorment fou adquirida per l'Ajuntament de Barcelona.
La casa es feia servir de magatzem i estava molt malmesa, fins que l'any 1995 finalitzaren les obres de rehabilitació com a centre cívic, que transformà totalment el seu interior.

## Descripció
És un edifici a quatre vents i de planta quadrada del segle xviii, edificat sobre una torre medieval. De planta baixa i dos pisos i amb coberta a quatre vessants, la façana principal s'ordena simètricament, a banda i banda d'un eix on se situen un balcó i una portalada de pedra amb arc de mig punt adovellada. Uns esgrafiats a base de pilastres, emmarcament de les obertures imitant llindes triangulars i un gran sòcol que imita carreus de pedra, en configuren el disseny.

### Intervencions arqueològiques
Durant les obres de rehabilitació, hi aparegué una estructura arquitectònica i nombrosos carreus ben tallats, dispersos i aprofitats en altres fases de l'edifici. L'estructura, feta d'opus incertum amb un enlluït de morter de calç, es trobava en un nivell inferior a les fonamentacions de la masia, i es recolzava en un mur més antic, fet de grans carreus ben treballats. Mossèn Clapés havia esmentat l'existència de restes d'època romana en un document de 1896, tot i que no hi van aparèixer les restes de la vil·la romana situada sota l'església de Santa Eulàlia de Vilapicina.
S'hi va trobar una sitja davant l'entrada a la masia, amb boca quadrada d'obra, planta ovoide i fons pla amortitzada pel paviment del segle xviii. També es va trobar un mur de cronologia indeterminada en la paret de la sitja a 2,40 m del paviment. Finalment, es recolliren materials arqueològics dels farciments dels carcanyols de les voltes: fragments de morter, ceràmica de cuina i àmfora romana, fragments de ceràmica decorada en verd i morat, algun reflex metàl·lic i força bols de blaves catalanes i terrissa comuna.